# 红史
《红史》，又名《乌兰史册》，是一部西藏史书，由蔡巴·贡噶多吉（《元史》作公哥朵儿只）所作。
蔡巴·贡噶多吉原为蔡巴万户长，后逊位于其弟而出家为僧，并开始撰写《红史》。红史始撰于1346年，成书于1363年，记载了西藏自世界开创至14世紀的历史，以及还记录佛教史，以及印度、中原汉地、西夏、蒙古的历史，以及萨迦派、噶当派和噶举派的传承历史。

## 漢譯本
1981年北京民族出版社出版漢譯本《红史》，由陳慶英、周潤年漢譯，东嘎·洛桑赤列校注。

## 《红史》目錄
1. 众人共敬之王的世系
2. 薄伽梵的历史、三次集结、教法传承及佛法住世的时期
3. 印度王统简述、释迦灭寂年代的算法
4. 汉地由周至唐的历史简述
5. 由汉文译成藏文的唐朝历史中的唐朝吐蕃历史
6. 汉地由梁至南宋的历史简述
7. 西夏简述
8. 蒙古简述
9. 吐蕃简述
10. 佛教后弘的产生
11. 阿里的王统及佛教弘传
12. 萨迦派世系简述
13. 萨迦派历任本勤
14. 教法传承戒师传承
15. 班钦戒律传承
16. 噶当派传承
17. 噶当教典派的传承
18. 噶当教授派传承
19. 噶当派道阶派传承
20. 桑浦寺世系
21. 噶举派总说
22. 达布噶举
23. 噶玛噶举
24. 帕竹噶举和止贡噶举
25. 蔡巴噶举
26. 元成宗完泽笃赐给西藏僧人的《优礼僧诏书》

## 外部連結
《紅史》線上閱讀